# Wolferode (Eisleben)
Wolferode is een plaats en voormalige gemeente in de Duitse deelstaat Saksen-Anhalt, en maakt deel uit van de Landkreis Mansfeld-Südharz.
Wolferode telt 1.465 inwoners.